# マーカム (オンタリオ州)
マーカム（英語：Markham、発音：mär'kəm）は、カナダのオンタリオ州南部、ヨーク地域にある都市。トロント市の北部と隣接しており、グレータートロント（GTA）の一部を形成している。トロント中心部から北に30㎞ほどの距離に位置している。人口は33万8503人（2021年）。

## 概要
1970年代までは農村部に過ぎなかったものの、1980年代よりトロントの郊外として街の整備が始まり、1990年代には人口が急増した。2016年には人口は32万人を抱え、ヨーク地域内では最大、トロント大都市圏の中ではトロント、ミシサガ、ブランプトンに次ぐ4番目の規模となっている。人口規模に反して2012年まで町制が敷かれていた。特に中華系の移民が多く、中華系の小売店、スーパー、ショッピングモールも数多くあるほか、GTAで最大の日系ショッピングモールJ-Townもここにあるなど、在留邦人の拠点ともなっている。
世界的企業のカナダ本社の拠点が置かれており、本田技研工業、東芝、トヨタファイナンシャルサービス、現代自動車、ジョンソン・エンド・ジョンソン、IBM、モトローラ、アバイア、オラクル (企業)、ファーウェイ、ハネウェル、アドバンスト・マイクロ・デバイセズ等がここに拠点を置いている。

## 経済
19世紀、マーカムは蒸留所や醸造所が集まり活気に溢れていたため、開拓初期の頃はトロントの前身であるヨークよりも賑やかであったとされる。現在はハイテク産業が多く集まっており、IBMやモトローラ、アルカテル・ルーセント、Appleなどが入っている。その他、AMDの子会社ATIテクノロジーの本社もある。マーカムの中心街には多くの高層住宅が高密度に建設され、スプロール化対策が行われている。
また、グレーターモントリオールに属するケベック州のラヴァルと経済と文化面で提携している。

## 地理

### 人口動勢
| 年度   | 人口（人） | 増加率（%） |
| ------ | ---------- | ----------- |
| 2016年 | 328,966    | 9.0         |
| 2011年 | 301,709    | 15.3        |
| 2006年 | 261,573    | 25.4        |
| 2001年 | 208,615    | 20.3        |
| 1996年 | 173,383    | 12.7        |
| 1991年 | 153,811    | -           |

- 増加率は過去5年間の人口増加率を意味する。

高い人口増加率を維持しており、国内でも急速に発展している都市のひとつである。2016年統計によると全人口の87%がカナダ国籍を持っており、6%が近年の移民で構成されている。白人人口は全体の22%に過ぎず、有色人種が過半数を大きく超えている。特に中国系住民が45%と半数近くを占めておりその多くが1990年代以降に急増した香港からの富裕層移民となっている。

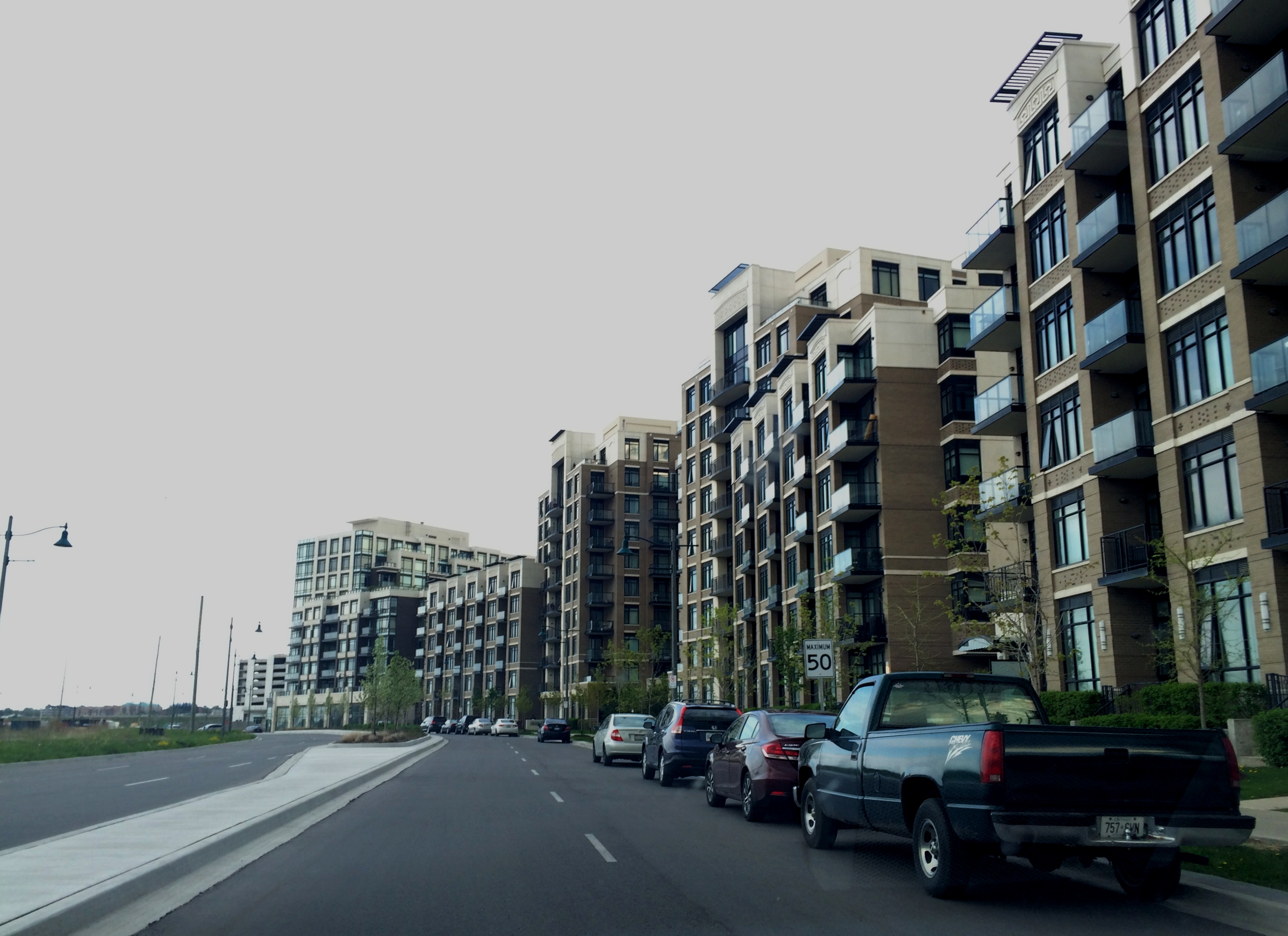
マーカム街並み

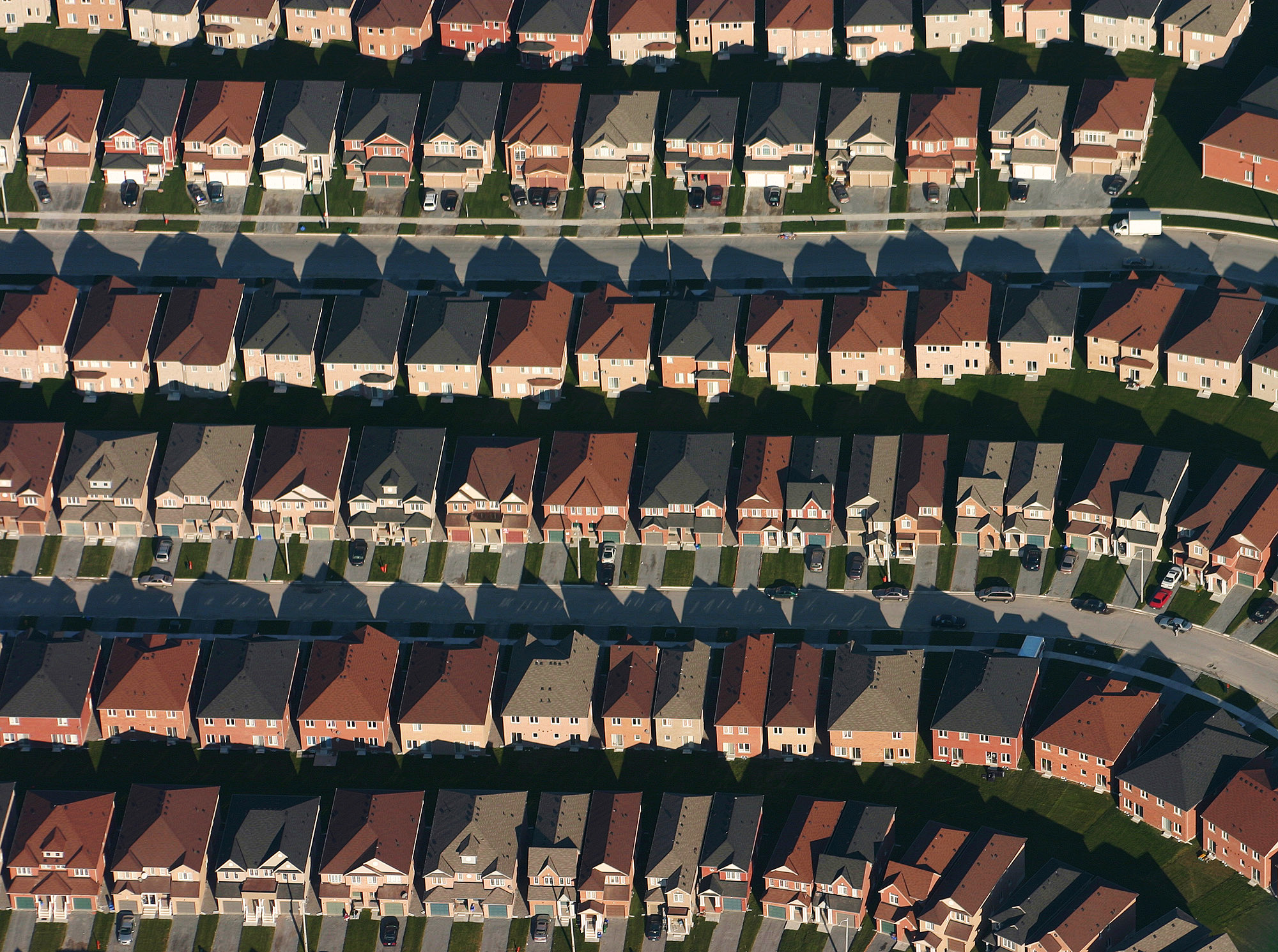
マーカムの住宅街

| 人種・民族構成（ミシサガ） 2016年 | 人種・民族構成（ミシサガ） 2016年 | 人種・民族構成（ミシサガ） 2016年 | 人種・民族構成（ミシサガ） 2016年 | 人種・民族構成（ミシサガ） 2016年 |
| --------------------------------- | --------------------------------- | --------------------------------- | --------------------------------- | --------------------------------- |
|                                   |                                   |                                   |                                   |                                   |
| 中国系                            | 中国系                            |                                   | 45%                               | 45%                               |
| 白人                              | 白人                              |                                   | 22%                               | 22%                               |
| 南アジア系                        | 南アジア系                        |                                   | 18%                               | 18%                               |
| 黒人                              | 黒人                              |                                   | 2.9%                              | 2.9%                              |
| フィリピン系                      | フィリピン系                      |                                   | 2.7%                              | 2.7%                              |
| 西アジア系                        | 西アジア系                        |                                   | 2.4%                              | 2.4%                              |

## 交通
- トロント・バトンビル地域空港（Toronto/Buttonville Municipal Airport）

マーカムにある中規模の空港（IATA：YKZ、ICAO：CYKZ）。旅行客のほとんどはトロント・ピアソン国際空港を利用する。
- マーカム空港：民間の空港。

- ヨーク・リージョン・トランジット（YRT） ： ヨーク地域の交通局で市バスが運行されており、トロント地下鉄のフィンチ駅やドン・ミルズ駅まで行くことができる。

- GOトランジット：トロントとを結ぶ通勤列車でスタウフビル線とリッチモンド・ヒル線が走っており市内にはスタウフビル線の4つの駅が設置されているがリッチモンド・ヒル線の駅は市内には設置されていない。ただ、運行はラッシュ時が中心で終日運行は行われておらず、トロントとの交通網は不便な状態となっている。

## 教育
市内にはセネカカレッジのキャンパスが置かれている。

## 文化

### 芸術
地元にはいくつもの劇団が存在する。
- マーカム・リトル劇場
- マーカム・ユース劇場
- ユニオンビル劇団
- マーカム・コンサート・バンド
- ヨーク交響楽団

そのほか、主要な劇場にマーカム・シビック・センターにあるマーカム舞台芸術シアターがある。

## 姉妹都市
- ケーリー （アメリカ・ノースカロライナ州）
- ペアランド （アメリカ・テキサス州）
- ネルトリンゲン （ドイツ・バイエルン州）
- 武漢 （中国・湖北省）